# Korniłowska Dywizja Uderzeniowa

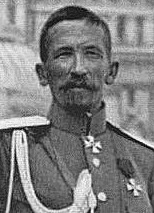
Ławr Korniłow

Korniłowska Dywizja Uderzeniowa (ros. Корниловская ударная дивизия) – jednostka wojskowa białych Rosjan podczas wojny domowej w Rosji

## Geneza
19 maja 1917 r. gen. Ławr G. Korniłow, dowodzący 8 Armią Frontu Południowo-Zachodniego, wydał rozkaz o sformowaniu spośród ochotników 1 Oddziału Uderzeniowego. Zadanie to otrzymał sztabskapitan Mitrofan O. Nieżencew. Na początku powstał pododdział karabinów maszynowych, a następnie pododdziały piechoty szturmowej. W poł. czerwca 1917 r. skompletowany oddział składał się z dwóch batalionów piechoty (ponad 1,8 tys. żołnierzy), trzech pododdziałów karabinów maszynowych (ok. 600 ludzi), sotni zwiadowców konnych złożonej z Kozaków dońskich, pododdziału zwiadowców pieszych złożonego z czeskich ochotników, plutonu sztandarowego, pododdziału łączności i moździerzy. 25 czerwca oddział rozpoczął swój szlak bojowy.

## Korniłowski Pułk Uderzeniowy
W wyniku napływu nowych ochotników rozkazem głównodowodzącego rosyjską armią z 11 sierpnia oddział został przekształcony w 4-batalionowy Korniłowski Pułk Uderzeniowy. 16 sierpnia wszyscy korniłowcy zostali odznaczeni Krzyżami Św. Jerzego. Rozkazem z 27 sierpnia została opracowana forma munduru żołnierzy pułku. Nosili oni ciemnozielone czapki z czarnym otokiem dookoła, zaś na mundurach czarno-czerwone pagony z literą К i białymi znakami oraz na rękawie – emblemat z trupią czaszką. Wkrótce przemianowano oddział na 1 Rosyjski Pułk Uderzeniowy, a 30 września na Słowiański Pułk Uderzeniowy z podporządkowaniem 1 Czesko-Słowackiej Dywizji Strzeleckiej Korpusu Czechosłowackiego. W okresie rewolucji bolszewickiej w październiku korniłowcy walczyli z bolszewikami w Kijowie.

## Odtworzenie pułku
W grudniu 1917 r. ok. 600 oficerów i żołnierzy pułku grupami przedostało się nad Don do Nowoczerkaska, gdzie zaczynały formować się oddziały do walki z bolszewikami, zorganizowane wkrótce w Armię Ochotniczą. Pod koniec grudnia został tam odtworzony pułk korniłowców pod nazwą Słowiański Korniłowski Pułk Uderzeniowy. Na jego czele ponownie stanął ppłk M. O. Nieżencew. W styczniu 1918 r. w rejonie Taganroga walczyła samodzielna kompania pułku, zluzowana 30 stycznia przez kompanię oficerską. W poł. lutego tego roku w wyniku reorganizacji Armii Ochotniczej do pułku korniłowskiego dołączono kompanię gieorgijewską i oddział oficerski płk. Simanowskiego. W ten sposób liczebność korniłowców osiągnęła ponad 1,2 tys. żołnierzy. Trzecią część stanowili oficerowie. W poł. marca, otoczony z 3 stron przez wojska bolszewickie, pułk odbył wraz z częścią sił Armii Ochotniczej 80-dniowy tzw. 1 Kubański (Lodowy) Marsz. Wchodził wówczas w skład 2 Brygady Piechoty, biorąc udział 30-31 marca w nieudanym ataku na Jekaterynodar. Na pocz. czerwca został przeniesiony do 2 Dywizji Piechoty. W lipcu sformowano 2 Korniłowski Pułk Uderzeniowy (w jego skład weszli m.in. wzięci do niewoli machnowcy), liczący ok. 2,6 tys. żołnierzy i 85 karabinów maszynowych, zaś w sierpniu w Charkowie – 3 Korniłowski Pułk Uderzeniowy. Z wszystkich pułków korniłowskich stworzono Korniłowską Brygadę Uderzeniową. W grudniu w Azowie powstał jeszcze 4 Korniłowski Pułk Uderzeniowy, który pod koniec lutego 1920 r. na Kubaniu został prawie całkowicie zniszczony i już nie odbudowany.

## Korniłowska Dywizja Uderzeniowa
W poł. października 1918 r. utworzono Korniłowską Dywizję Uderzeniową. 10 listopada sformowano Korniłowską Brygadę Artyleryjską. W ciągu 4 pierwszych miesięcy 1919 r. walczyły one w składzie 1 Dywizji Piechoty z przeważającymi siłami bolszewickimi nad Donem, ponosząc duże straty. Latem tego roku weszły w skład I Korpusu Armijnego Armii Ochotniczej pod dowództwem gen. Aleksandra P. Kutiepowa. Dywizja korniłowska liczyła wówczas ok. 2,9 tys. żołnierzy i 120 karabinów maszynowych. Korniłowcy uczestniczyli latem i jesienią w ofensywie białych na Moskwę, zajmując 1 października Orzeł. Konnym podjazdom udało się dojść do Mceńska. W ostatnim okresie wojny oddziały korniłowców walczyły na Krymie, ponosząc coraz większe straty. Liczyły wówczas ok. 1,8 tys. ludzi.

## Epilog
W czasie całej wojny domowej korniłowcy ponieśli bardzo wysokie straty, wynoszące ponad 13,5 tys. zabitych i ponad 34 tys. rannych. Po ewakuacji do tureckiego Gallipoli w poł. listopada 1920 r., z korniłowców utworzono tam Korniłowski Pułk Uderzeniowy i Korniłowski Dywizjon Artyleryjski. 27 listopada 1921 r. zostały one przeniesione do Bułgarii, gdzie istniały w kadrowym kształcie do lat 30. W poł. lat 20. liczyły one 1135 żołnierzy, w tym 738 oficerów.
Na cmentarzu prawosławnym w Sainte-Geneviève-des-Bois pod Paryżem jest nagrobek upamiętniający zmarłych żołnierzy oddziałów korniłowskich.

## Dowódcy
- gen. mjr Nikołaj W. Skoblin
- gen. mjr Michaił A. Piesznia (do października 1920 r.)
- gen. mjr Lew M. Jegorin (do końca wojny)

## Struktura organizacyjna
- 1 Korniłowski Pułk Uderzeniowy – d-ca płk Mitrofan O. Nieżencew, ppłk Aleksandr P. Kutiepow, płk Władimir I. Indejkin, płk Nikołaj W. Skoblin, płk Michaił A. Piesznia, płk Karp P. Gordiejenko, ppłk Wasilij W. Czeliadinow, ppłk Michaił N. Daszkiewicz, ppłk Dmitrij I. Szirkowski, kpt. M. I. Daszkiewicz, ppłk W. W. Czeliadinow (wszyscy dowódcy od stworzenia 1 Oddziału Szturmowego)
  - 1 batalion oficerski – d-ca płk Jewgienij G. Buliubasz, ppłk Michaił N. Daszkiewicz, ppłk Dmitrij I. Szirkowski
  - 3 batalion – d-ca płk Iwan K. Kirijenko, płk Władimir I. Indejkin
- 2 Korniłowski Pułk Uderzeniowy – d-ca płk Jakow A. Paszkiewicz, płk Michaił A. Piesznia, płk Wasilij P. Szczegłow, płk Michaił N. Lewitow, kpt. G. Z. Troszin
  - batalion oficerski
  - 2 batalion – d-ca płk W. P. Szczegłow, kpt. Aleksandr A. Pomierancew
  - 3 batalion – d-ca płk W. P. Szczegłow, płk Aleksandr I. Brzezicki, kpt. Siemion Nasziwocznikow
- 3 Korniłowski Pułk Uderzeniowy – d-ca esauł Nikołaj W. Milejew, kpt. Ihnatij I. Franc, płk W. P. Szczegłow, płk Roman F. Puch, płk Michaił M. Minierwin
  - batalion zapasowy – d-ca por. Gieorgij A. Gołowan
  - 3 batalion – d-ca sztabskapitan Wasilij A. Skudariew
- 4 Korniłowski Pułk Uderzeniowy – d-ca ppłk Michaił N. Daszkiewicz, sztabskapitan I. L. Filipinski
- Korniłowska Brygada Artylerii – d-ca pł (gen. mjr) Lew M. Jegorin
  - 1 dywizjon – d-ca płk Fiodor P. Koroliew
  - 2 dywizjon – d-ca płk Solomon D. Giegielaszwili
  - 3 dywizjon – d-ca płk Jurij N. Ropponet
  - 4 dywizjon haubiczny – d-ca płk Paweł A. Dżakson
- samodzielny konny generała Korniłowa dywizjon – d-ca płk Władimir I. Kowalewski
- górsko-muzułmański generała Korniłowa dywizjon
- samodzielna generała Korniłowa inżynieryjna kompania – d-ca ppłk Wiktor W. Dobrowolski
- pułk zapasowy (do 29 października 1919 r. batalion)